# Piccolo è bello
Piccolo è bello è un libro di Ernst Friedrich Schumacher, pubblicato nel 1973. Si tratta di una raccolta di brevi saggi di argomento economico.
 Mettendo in discussione il paradigma occidentale moderno, imperniato su consumismo, grande industria e centralismo organizzativo, anticipa alcune tematiche ecologiste destinate al successo nei decenni successivi.

## Contenuti
Schumacher sostiene che il mondo moderno si basa sull'illusione di aver risolto il problema della produzione. Ciò dipende dall'incapacità di distinguere tra il reddito e il capitale di cui si dispone: l'umanità sta consumando il capitale della natura a ritmi allarmanti, senza considerare che le risorse non sono infinite. Il problema vale in particolare per le fonti di energia, come carbone o petrolio, la cui disponibilità è precondizione per l'uso di tutte le altre materie prime. L'energia nucleare non costituisce una valida alternativa, a causa della pericolosità delle scorie per lunghissimi periodi.
Un'economia materialista, fondata sulla ricerca individuale della massima ricchezza, non contenendo in sé il principio del limite, non è adatta ad un ambiente limitato. Questo stile di vita insostenibile conduce inoltre a conflitti tra uomini e nazioni. La scienza economica è fuorviante, perché, pur di consentire i calcoli quantitativi, dimentica le differenze qualitative: tratta i beni secondo il loro valore di mercato, e non in base a ciò che sono in realtà. 
L'autore auspica invece un'economia buddista" (così chiamata dopo un viaggio in Birmania, osservando gli usi locali), impostata su certi principi etici e spirituali. Occorre massimizzare non il consumo ma il benessere, di cui il primo non è che un mezzo; il lavoro deve rimanere creativo e fonte di realizzazione, il che è impedito dagli eccessi della meccanizzazione; le risorse non rinnovabili vanno usate solo se strettamente indispensabili.
L'organizzazione economica ha bisogno sia dell'ordine, garantito dal coordinamento su grande scala, sia della libertà, fonte di inventiva e tipica della piccola dimensione. Schumacher consiglia inoltre di suddividere le grandi imprese in piccole unità semi-autonome.
Questi principi si applicano in particolare quando ci si occupa di aiuti ai paesi in via di sviluppo. È inutile costruire cattedrali nel deserto, grandi industrie sganciate dall'economia locale. Occorre invece, per debellare disoccupazione ed urbanizzazione selvaggia, creare milioni di posti di lavoro nelle campagne, dove vive la maggior parte delle persone. Trattandosi di società povere di capitali, bisogna utilizzare tecnologie "intermedie": migliori di quelle tradizionali, ma meno costose di quelle ultra-moderne. Come diceva Gandhi: "produzione da parte delle masse, invece che produzione di massa". Ciò implica metodi di produzione semplici e prodotti per uso locale. Il miglior aiuto consiste quindi nella divulgazione di queste tecniche, oltre che nell'educazione in generale.
Schumacher considera infine i rapporti di proprietà. La proprietà unita al lavoro è sana, mentre è innaturale la situazione del capitalista che vive da parassita sul lavoro altrui. Il primo caso è quello della piccola impresa personale; quando invece si tratta di aziende di grandi dimensioni, la proprietà privata diventa assurda. Poiché inoltre la grande impresa trae grandi benefici dalle infrastrutture, materiali e non, create con la spesa pubblica, sarebbe giusto che la pubblica amministrazione ricevesse il 50% degli utili, non per mezzo di imposte, ma tramite la proprietà del 50% delle sue azioni. Viene citato come modello la Scott Bader che, su iniziativa del titolare, si era trasformata in una sorta di cooperativa sociale.

## Edizioni
- Ernst F. Schumacher, Piccolo è bello. Uno studio di economia come se la gente contasse qualcosa, traduzione di Daniele Doglio; prefazione di Piero Bolchini, Venezia, Ugo Mursia Editore, 2011, ISBN 978-88-425-4793-8.